# Thecla tagyroides
Thecla tagyroides är en fjärilsart som beskrevs av Percy I. Lathy 1930. Thecla tagyroides ingår i släktet Thecla och familjen juvelvingar. Inga underarter finns listade i Catalogue of Life.